# Axel Honneth
Axel Honneth (Essen, 1949) és filòsof i sociòleg alemany. Membre de l'Escola de Frankfurt, ha destacat per la seva intenció de renovar el seu nucli crític sense acostar-se massa al vessant més radical o marxista. Entre les seves aportacions destaca la Teoria del reconeixement.
És el director de l'Institut de Recerca Social de la Universitat de Frankfurt, que és la matriu de l'Escola de Frankfurt. Honneth proposa un gir teòrico-recognoscitiu de la Teoria Crítica. És catedràtic d'Humanitats a la Universitat de Colúmbia de Nova York i catedràtic de Teoria social a la Goethe-Universität de Frankfurt. Antic assistent i deixeble de Jürgen Habermas, se'l considera la figura més rellevant de l'anomenada tercera generació de l'Escola de Frankfurt. La seva obra planteja el problema de la lluita pel reconeixement i el respecte social dels grups més desafavorits i pretén, d'aquesta manera, restituir la dimensió crítica i social de la filosofia. Honneth ha publicat una desena de llibres, entre els quals destaquen Crítica del poder: fases en la reflexión de una teoría crítica de la sociedad (Antonio Machado Libros, 2009); Reconocimiento y menosprecio. Sobre la fundamentación normativa de una teoría social (Katz, 2010), The I in We: Studies in the Theory of Recognition (Polity, 2012) o El derecho de la libertad. Esbozo de una eticidad democrática (Katz / Clave intelectual, 2014). Aquesta última és considerada com la gran obra de la seva maduresa.
En català s'hi han publicat Desintegració. Fragments per a un diagnòstic sociològic de l'època (Tàndem, 1999) i La idea del socialisme. Assaig d'una actualització (I. Alfons el Magnànim, 2017).

## Obra
- Una idea de socialisme. Assaig d'una actualització, Institució Alfons el Magnànim, 2017, ISBN 978-84-7822-708-2.
  - Die Idee des Sozialismus. Versuch einer Aktualisierung. Suhrkamp, Berlin 2015, ISBN 978-3-518-58678-5.
- Das Andere der Gerechtigkeit. Aufsätze zur praktischen Philosophie. Frankfurt/M. 2000, ISBN 3-518-29091-6.
- Leiden an Unbestimmtheit. Eine Reaktualisierung der Hegelschen Rechtsphilosophie. Stuttgart 2001, ISBN 3-15-018144-5.
- Das Werk der Negativität. Eine psychoanalytische Revision der Anerkennungstheorie, a: Werner Bohleber, Sibylle Drews (Hrsg.): Die Gegenwart der Psychoanalyse - Die Psychoanalyse der Gegenwart. Stuttgart 2001, S. 238-245, ISBN 3-608-94349-8.
- Kampf um Anerkennung. Frankfurt/M. 2003 (nova edició), ISBN 3-518-06748-6.
- Desintegration - Bruchstücke einer soziologischen Zeitdiagnose. Frankfurt/M. 1994, ISBN 3-596-12347-X.
- Umverteilung oder Anerkennung? (amb Nancy Fraser). Frankfurt/M. 2003, ISBN 3-518-29060-6.
- Kommunikatives Handeln (amb Hans Joas). Frankfurt 2002, ISBN 3-518-28225-5.
- Deutsche Philosophie und deutsche Politik (amb John Dewey). Frankfurt/M. 2000, ISBN 3-8257-0115-8.
- Dialektik der Freiheit. Frankfurter Adorno-Konferenz 2003, Frankfurt/M. 2005, ISBN 3-518-29328-1.
- Kritik der Macht. Frankfurt/M. 2000, ISBN 3-518-28338-3.
- Michel Foucault - Zwischenbilanz einer Rezeption / Frankfurter Foucault-Konferenz 2001 (als Hrsg.). Frankfurt/M. 2003, ISBN 3-518-29217-X.
- Verdinglichung - Eine anerkennungstheoretische Studie. Frankfurt am Main 2005, ISBN 3-518-58444-8.
- Schlüsseltexte der Kritischen Theorie. (Hg.), Wiesbaden 2005, ISBN 978-3-531-14108-4.